# Гомер (Нью-Йорк)
Гомер (англ. Homer) — місто (англ. town) в США, в окрузі Кортленд штату Нью-Йорк. Населення — 6293 особи (2020).

## Демографія
Згідно з переписом 2010 року, у місті мешкало 6405 осіб у 2512 домогосподарствах у складі 1757 родин. Було 2677 помешкань
Расовий склад населення:
| - 96,5 % — білих - 0,9 % — азіатів - 0,5 % — чорних або афроамериканців - 0,2 % — корінних американців |

До двох чи більше рас належало 1,4 %. Частка іспаномовних становила 1,4 % від усіх жителів.
За віковим діапазоном населення розподілялося таким чином: 24,5 % — особи молодші 18 років, 61,0 % — особи у віці 18—64 років, 14,5 % — особи у віці 65 років та старші. Медіана віку мешканця становила 41,8 року. На 100 осіб жіночої статі у місті припадало 93,7 чоловіків;  на 100 жінок у віці від 18 років та старших — 91,0 чоловіків також старших 18 років.
Середній дохід на одне домашнє господарство  становив 86 027 доларів США (медіана — 62 860), а середній дохід на одну сім'ю — 90 790 доларів (медіана — 72 356). Медіана доходів становила 42 424 долари для чоловіків та 39 785 доларів для жінок. За межею бідності перебувало 7,9 % осіб, у тому числі 14,1 % дітей у віці до 18 років та 2,6 % осіб у віці 65 років та старших.
Цивільне працевлаштоване населення становило 3427 осіб. Основні галузі зайнятості: освіта, охорона здоров'я та соціальна допомога — 24,4 %, мистецтво, розваги та відпочинок — 15,9 %, роздрібна торгівля — 11,8 %, виробництво — 10,9 %.